# あずみきし
あずみきし（5月24日 - ）は、日本の漫画家。大分県別府市出身、在住。大分県立芸術文化短期大学卒業。

## 人物･経歴
兄が二人おり、6～7歳の頃に上の兄がドラゴンクエストのスライムに手足をつけたキャラの漫画を描いていて、それがとても楽しそうだったので真似をして漫画を描き始める。小学2年生の頃に下の兄が漫画を雑誌に投稿する様になり、自分も雑誌投稿を始める。短大卒業後に初めて賞を受賞したのをきっかけに上京。担当編集がつき週刊誌連載を抱える漫画家のアシスタントをこなしながら原稿を描き続けるもボツ続きで挫折し、1年後に大分へ戻り別府市役所に臨時職員として勤務。この経験が後の作品づくりにつながった。デビューまでに40作以上1300ページ以上を投稿。
2013年9月、月刊コミック@バンチ11月号より死役所を連載。絵柄の特徴として、基本的にスクリーントーンは使用せず、ベタ塗りやカケアミなどの手描きタッチで陰影や模様を表現している。

## 作品リスト
- 『死役所』新潮社〈BUNCH COMICS〉既刊28巻（『月刊コミック@バンチ』2013年11月号 - 2018年5月号→『月刊コミックバンチ』2018年6月号 - 2024年5月号→『コミックバンチKai』2024年4月26日 - 連載中）